# Miquel Ensenyat
Miquel Ensenyat Riutort (Banbury, 30 de octubre de 1969) es un político español, diplomado en Educación Social. Fue presidente del Consejo Insular de Mallorca desde el 4 de julio de 2015 hasta el 6 de julio de 2019. Entre 2005 y 2015 fue alcalde de Esporlas, en las Islas Baleares.

## Vida y actividad política
Nacido en Banbury (Reino Unido), a los dos años se trasladó con su familia a Sóller (Mallorca). Con veinticuatro años se trasladó a Esporlas y empezó a trabajar como técnico de juventud del ayuntamiento. En 2003 se presenta como candidato del PSM-Entesa a la Alcaldía de Esporlas, obteniendo cuatro concejales (de un total de once) con el 33 % de los votos y quedando como segunda fuerza a 100 votos del Partido Popular, que obtuvo cinco concejales. El Partido Socialista Obrero Español obtuvo dos concejales. Al votar cada partido por su candidato, resultó elegido alcalde el candidato popular. En 2005, gracias a un acuerdo con el PSOE, Miquel Ensenyat se convirtió en alcalde de Esporlas mediante una moción de censura. En las elecciones de 2007 revalidó la alcaldía consiguiendo ser la fuerza más votada obteniendo cinco concejales (necesitando otro acuerdo con los socialistas). En 2011 volvió a revalidar la alcaldía, obteniendo por primera vez la mayoría absoluta con seis concejales de los once del ayuntamiento. Ese mismo año resulta elegido consejero en el Consejo Insular de Mallorca como número 3 de la lista del PSM-Entesa.
En las elecciones generales de España de 2011 encabezó la lista de la coalición PSM-Entesa-IniciativaVerds-Equo al Congreso de los Diputados, obteniendo unos 33 000 votos y ningún escaño. En 2014 es elegido, mediante un proceso de primaries, número 1 de la lista de la nueva coalición Més per Mallorca al Consejo Insular de Mallorca y en las elecciones del 24 de mayo de 2015 resulta reelegido consejero encabezado el grupo de 6 consejeros de Més per Mallorca. Después de semanas de negociaciones con el Partido Socialista y Podemos, el 22 de junio se llega a un acuerdo de gobierno de izquierdas con Miquel Ensenyat como presidente del Consejo Insular de Mallorca, aunque las elecciones las había ganado el Partido Popular pero sin lograr un acuerdo que le proporcionara mayoría.